# Ricky Mabe
Richard Mabe (ps. Ricky Mabe) (ur. 24 maja 1983 w Pointe Claire, Quebec) – kanadyjski aktor.

## Filmografia
- 2008: Trailer Park of Terror jako Michael
- 2008: Wargames: The Dead Code jako Newman
- 2008: Zack and Miri Make a Porno jako Barry
- 2005: Piękni (Beautiful People) jako Gideon Lustig
- 2004: Commando Nanny jako Steven Winter
- 2003: Gorzka lekcja (Student Seduction) jako Rick
- 2002: Two Summers jako Mark
- 2002: Niesamowite przypadki Harrisa Pembletona (Seriously Weird) jako Hugo Short
- 2001: Niespodziewana przemoc (Pressure Point / Backroad Justice) jako Shane Griffin
- 2000: Po prostu uwierz (Believe) jako Benjamin Stiles
- 2000: Phantom of the Megaplex jako Ricky
- 1999-2000: Czy boisz się ciemności? (Are You Afraid of the Dark?) jako Zack (gościnnie)
- 1999: Dzieciaki i dom (Who Gets the House?) jako Brian Reece 1997: Mali mężczyźni (Little Men) jako Tommy Bangs
- 1996: Ucieczka z kolonii karnej Księżyca (Sci-Fighters) jako Chłopiec
- 1996: Frankenstein i ja (Frankenstein and Me) jako Larry Williams
- 1996: Tucker, Becka i inni (Flash Forward) jako Horacy
- 1996: Hearst Castle: Building the Dream jako William Randolph Hearst
- 1995-1998: Gęsia skórka (Goosebumps) jako Clark (gościnnie)